# فیلم‌شناسی جنیفر آنیستون
جنیفر آنیستون یک هنرپیشه، تهیه‌کننده فیلم و بازرگان آمریکایی است که نخستین بار در سال ۱۹۸۷ به ایفای نقش یک رقاص در مک‌دونالد در فیلم کمدی علمی تخیلی مک و من پرداخت. دو سال بعد، او نخستین ایفای نقش تلویزیونی خود را در مجموعه تلویزیونی کوتاه مدت ملوی (۱۹۹۰) انجام داد و به دنبال آن، در همان سال با ایفای نقش اصلی در مجموعه فریس بولر، یک اقتباس تلویزیونی از فیلم مرخصی فریس بولر در سال ۱۹۸۶ پرداخت؛ که هر دو مجموعه در نخستین فصل‌های خود لغو شدند. در سال ۱۹۹۳، او به عنوان نخستین نقش اصلی خود در یک فیلم سینمایی، به ایفای نقش قهرمان جوان در فیلم کمدی ترسناک لپرکان پرداخت. به او در پخش زنده شنبه شب به عنوان هنرپیشه ویژه پیشنهاد داده شد، اما او این موضوع را برای پذیرش ایفای نقش در مجموعه تلویزیونی کمدی موقعیت ان‌بی‌سی با نام دوستان (۱۹۹۴–۲۰۰۴) رد کرد.
آنیستون با بازی در نقش ریچل گرین در دوستان، نقشی که پنج نامزدی جایزه امی ساعات پربیننده را برای او به ارمغان آورد (دو جایزه برای بازیگر مکمل زن و سه جایزه بازیگر نقش اول زن) – که برنده جایزه بهترین بازیگر نقش اول زن شد و و همچنین یک جایزه گولدن گلوب دریافت کرد – به شهرت جهانی دست یافت. در طول فصل‌های نهم و دهم آن، آنیستون با ۱ میلیون درآمد برای هر قسمت، به یکی از پردرآمدترین بازیگران تلویزیون در تمام دوره‌ها تبدیل شد. در سال ۲۰۰۳، آنیستون در فیلم کمدی فانتزی بروس قادر مطلق ظاهر شد و در کنار جیم کری، مورگان فریمن و استیو کرل به ایفای نقش پرداخت. او در این فیلم نقش گریس کانلی را به تصویر کشید که به دوست پسر او (کری) فرصت می‌دهد تا برای یک هفته خدا باشد. با ۴۸۴ میلیون دلار فروش فیلم در سراسر جهان، به بزرگ‌ترین موفقیت تجاری آنیستون در فیلم شد. در سال ۲۰۰۴، او در کنار بن استیلر، در فیلم کمدی رمانتیک و سپس پالی آمد بازی کرد، که برای آن نامزدی بهترین دنباله رقص را در جوایز سینمایی و تلویزیونی ام‌تی‌وی دریافت کرد. در سال ۲۰۰۶، او در فیلم کمدی-درام عاشقانه جدایی از پیتون رید ظاهر شد. او در این فیلم نقش بروک را بازی می‌کند که با دوست‌پسرش (وینس وان) جدا می‌شود، اما نمی‌خواهد از آپارتمان مجلل او خارج شود. برای جدایی، او نامزد دریافت دو جایزه برگزیده مردم و دو جایزه برگزیده نوجوانان شد،

## فیلم
| Denotes films that have not yet been released | فیلم‌هایی را نشان می‌دهد که هنوز منتشر نشده‌اند |

| سال  | عنوان                      | نقش                                | یادداشت                 | Ref(s) |
| ---- | -------------------------- | ---------------------------------- | ----------------------- | ------ |
| 1988 | Mac and Me                 | Dancer in McDonald's               | Uncredited              | [ ۱ ]  |
| 1993 | لپرکان (فیلم)              | Tory Reding                        |                         | [ ۳ ]  |
| 1996 | او شماره یک است            | Renee Fitzpatrick                  |                         | [ ۱۵ ] |
| 1996 | Dream for an Insomniac     | Allison                            |                         | [ ۱۶ ] |
| 1997 | 'Til There Was You         | Debbie                             |                         | [ ۱۷ ] |
| 1997 | همه‌چیزتمام                 | Kate Mosley                        |                         | [ ۱۸ ] |
| 1998 | The Thin Pink Line         | Clove                              |                         | [ ۱۹ ] |
| 1998 | Waiting for Woody          | Herself                            | فیلم کوتاه              | [ ۲۰ ] |
| 1998 | The Object of My Affection | Nina Borowski                      |                         | [ ۲۱ ] |
| 1999 | محیط اداره                 | Joanna                             |                         | [ ۲۲ ] |
| 1999 | The Iron Giant             | Annie Hughes (voice)               |                         | [ ۲۳ ] |
| 2001 | ستاره راک (فیلم ۲۰۰۱)      | Emily Poule                        |                         | [ ۲۴ ] |
| 2002 | The Good Girl              | Justine Last                       |                         | [ ۲۵ ] |
| 2003 | بروس قادر مطلق             | Grace Connelly                     |                         | [ ۲۶ ] |
| 2004 | و سپس پالی آمد             | Polly Prince                       |                         | [ ۲۷ ] |
| 2005 | خرابکاری (فیلم ۲۰۰۵)       | Lucinda Harris / Jane              |                         | [ ۲۸ ] |
| 2005 | شایعه شده…                 | Sarah Huttinger                    |                         | [ ۲۹ ] |
| 2006 | دوستان همراه پول           | Olivia                             |                         | [ ۳۰ ] |
| 2006 | Room 10                    | Co-Director                        | Short film              | [ ۳۱ ] |
| 2006 | The Break-Up               | Brooke Meyers                      |                         | [ ۳۲ ] |
| 2008 | مارلی و من (فیلم)          | Jenny Grogan                       |                         | [ ۳۳ ] |
| 2008 | Burma: It Can't Wait       | Director & Producer                | Short film              | [ ۳۴ ] |
| 2008 | مدیریت (فیلم)              | Sue Claussen                       | Also مدیر اجرایی تولید  | [ ۳۵ ] |
| 2009 | با تو حال نمی‌کند (فیلم)    | Beth Murphy                        |                         | [ ۳۶ ] |
| 2009 | عشق پیش می‌آید              | Eloise Chandler                    |                         | [ ۳۷ ] |
| 2010 | The Bounty Hunter          | Nicole Hurley                      |                         | [ ۳۸ ] |
| 2010 | The Switch                 | Kassie Larson                      | Also executive producer | [ ۳۹ ] |
| 2011 | فقط باهاش کنار بیا         | Katherine Murphy / Devlin Maccabee |                         | [ ۴۰ ] |
| 2011 | رئیس‌های وحشتناک            | Dr. Julia Harris                   |                         | [ ۴۱ ] |
| 2012 | عشق سفر (فیلم)             | Linda Gergenblatt                  |                         | [ ۴۲ ] |
| 2012 | $ellebrity                 | Herself                            | فیلم مستند              | [ ۴۳ ] |
| 2013 | ما میلرها هستیم            | Sarah "Rose" O'Reilly              |                         | [ ۴۴ ] |
| 2013 | زندگی تبهکاری (فیلم)       | Margaret "Mickey" Dawson           | Also executive producer | [ ۴۵ ] |
| 2014 | رئیس‌های وحشتناک ۲          | Dr. Julia Harris                   |                         | [ ۴۶ ] |
| 2014 | اونجوری بامزه است          | Jane Claremont                     |                         | [ ۴۷ ] |
| 2014 | کیک (فیلم ۲۰۱۴)            | Claire Simmons                     | Also executive producer | [ ۴۸ ] |
| 2014 | Journey to Sundance        | Herself                            | Documentary film        | [ ۴۹ ] |
| 2015 | وحدت (فیلم)                | Narrator                           | Documentary film        | [ ۵۰ ] |
| 2016 | روز مادر (فیلم ۲۰۱۶)       | Sandy Newhouse                     |                         | [ ۵۱ ] |
| 2016 | لک‌لک‌ها (فیلم)              | Sarah Gardner (voice)              |                         | [ ۵۲ ] |
| 2016 | مهمانی کریسمس اداره        | Carol Vanstone                     |                         | [ ۵۳ ] |
| 2017 | پرنده‌های زرد (فیلم)        | Maureen Murphy                     | Also executive producer | [ ۵۴ ] |
| 2018 | Dumplin'                   | Rosie Dickson                      | Also executive producer | [ ۵۵ ] |
| 2019 | راز جنایت                  | Audrey Spitz                       | Also executive producer | [ ۵۶ ] |

## تلویزیون
| سال          | عنوان                             | نقش                               | یادداشت                                                             | Ref(s)        |
| ------------ | --------------------------------- | --------------------------------- | ------------------------------------------------------------------- | ------------- |
| 1990         | Molloy                            | Courtney Walker                   | Series regular (7 episodes)                                         | [ ۵۷ ]        |
| 1990         | Camp Cucamonga                    | Ava Schector                      | تله‌فیلم                                                             | [ ۵۸ ]        |
| 1990–1991    | Ferris Bueller                    | Jeannie Bueller                   | Series regular (13 episodes)                                        | [ ۵۹ ]        |
| 1992–1993    | The Edge                          | Various characters                | Series regular (20 episodes)                                        | [ ۶۰ ]        |
| 1992–1993    | Herman's Head                     | Suzie Brooks                      | 2 episodes                                                          | [ ۶۱ ]        |
| 1992         | Quantum Leap                      | Kiki Wilson                       | Episode: "Nowhere to Run"                                           | [ ۶۱ ]        |
| 1993         | Sunday Funnies                    | Various characters                | Television film                                                     | [ ۶۲ ]        |
| 1994         | Burke's Law                       | Linda Campbell                    | Episode: "Who Killed the Beauty Queen?"                             | [ ۶۱ ]        |
| 1994         | Muddling Through                  | Madeline Drego Cooper             | Series regular (10 episodes)                                        | [ ۶۳ ]        |
| 1994–2004    | دوستان (مجموعه تلویزیونی)         | ریچل گرین                         | Main role (236 episodes)                                            | [ ۶۴ ]        |
| 1995–2016    | پخش زنده شنبه شب                  | Herself / Host                    | 4 episodes                                                          | [ ۶۵ ]        |
| 1996         | Partners                          | CPA Suzanne                       | Episode: "Follow the Clams?"                                        | [ ۶۱ ]        |
| 1998         | Hercules                          | Galatea (voice)                   | Episode: "Hercules and the Dream Date"                              | [ ۶۱ ]        |
| 1999         | ساوت پارک                         | Mrs. Stevens (voice)              | Episode: "Rainforest Shmainforest"                                  | [ ۶۶ ] [ ۶۱ ] |
| 2003         | پادشاه تپه                        | Pepperoni Sue / Stephanie (voice) | Episode: "Queasy Rider"                                             | [ ۶۱ ]        |
| 2007         | Dirt                              | Tina Harrod                       | Episode: "Ita Missa Est"                                            | [ ۶۱ ]        |
| 2008         | ۳۰ راک                            | Claire Harper                     | Episode: "The One with the Cast of Night Court"                     | [ ۶۷ ]        |
| 2010         | Cougar Town                       | Glenn                             | Episode: "All Mixed Up"                                             | [ ۶۸ ]        |
| 2011         | پنج (فیلم ۲۰۱۱)                   | None                              | Television film; also executive producer Director of segment: "Mia" | [ ۶۹ ]        |
| 2012         | Burning Love                      | Dana                              | مجموعه اینترنتی; 2 episodes                                         | [ ۷۰ ]        |
| 2013         | Call Me Crazy: A Five Film        | None                              | Television film; executive producer                                 | [ ۷۱ ]        |
| 2019–present | برنامه صبحگاهی (مجموعه تلویزیونی) | Alex Levy                         | Main role (10 episodes); also executive producer                    | [ ۷۲ ]        |
| 2020         | دوستان (مجموعه تلویزیونی)         | Herself                           | اچ‌بی‌او مکس special; also executive producer                         | [ ۷۳ ]        |

## بازی‌های ویدیویی
| سال  | عنوان                      | نقش        | یادداشت | Ref(s) |
| ---- | -------------------------- | ---------- | ------- | ------ |
| 1997 | صندلی مدیر استیون اسپیلبرگ | لورا (صدا) |         | [ ۷۴ ] |

## نماهنگ
| سال  | عنوان                   | هنرمند                   | مدیر        | Ref(s) |
| ---- | ----------------------- | ------------------------ | ----------- | ------ |
| 1994 | "پیشت خواهم ماند"       | رمبرندز                  | —           | [ ۷۵ ] |
| 1996 | " دیوارها (سیرک) "      | تام پتی اند د هارت‌بریکرز | فیل جوانو   | [ ۷۶ ] |
| 2001 | " من می‌خواهم عاشق شوم " | ملیسا اتریج              | دیوید هوگان | [ ۷۷ ] |

## تئاتر
| سال       | تولید                       | تئاتر                     | نقش                | Ref(s) |
| --------- | --------------------------- | ------------------------- | ------------------ | ------ |
| 1988      | رقص روی گور Checker         | کلیسای سنت مارک در Bowery | لیزا               | [ ۷۸ ] |
| 1988-1989 | برای زندگی عزیز             | تئاتر عمومی               | امیلی              | [ ۷۹ ] |
| 1995      | ما این برنامه را قطع می‌کنیم | تئاتر تیفانی              | -                  | [ ۸۰ ] |
| 2006      | سه دختر و باب               | تئاتر هواپیمایی آمریکایی  | هلنا               | [ ۸۱ ] |
| 2009      | رامن نودل                   | تئاتر هواپیمایی آمریکایی  | دانیل              | [ ۸۲ ] |
| 2010      | طبقه پایین Bitch            | تئاتر هواپیمایی آمریکایی  | سگ مرده (بی‌اعتبار) | [ ۸۳ ] |